# رضوان کوتشیش
رضوان کوتشیش (به رومانیایی: Răzvan Cociș)؛ زادهٔ ۱۹ فوریهٔ ۱۹۸۳) بازیکن فوتبال اهل رومانی است.
از باشگاه‌هایی که در آن بازی کرده‌است می‌توان به باشگاه فوتبال شریف تیراسپول، باشگاه فوتبال اوورلا اوژهورود، باشگاه فوتبال کارپاتی لووف، باشگاه فوتبال النصر عربستان سعودی، باشگاه فوتبال لوکوموتیو مسکو، شیکاگو فایر و باشگاه فوتبال روستوف اشاره کرد.
وی همچنین در تیم‌های ملی فوتبال زیر ۲۱ سال رومانی و رومانی بازی کرده‌است.